# Le Mans Ultimate
Le Mans Ultimate es un videojuego de simulación de carreras desarrollado por la empresa holandesa Studio 397 y publicado por Motorsport Games . El juego cuenta con licencia oficial del Campeonato Mundial de Resistencia de la FIA y las 24 Horas de Le Mans, y se centra en los coches Le Mans Hypercar, LMP2, GTE y GT3. El título se lanzó inicialmente como acceso anticipado el 20 de febrero de 2024 y su lanzamiento oficial tuvo lugar un año después, el 22 de julio de 2025.
Originalmente previsto para su lanzamiento en diciembre de 2023, la fecha se retrasó hasta febrero de 2024 antes de que Studio 397 cambiara a un modelo de acceso anticipado solo unas semanas antes del lanzamiento oficial del juego. El juego actualmente solo está disponible para PC, pero se están considerando versiones para consola según el director ejecutivo de Motorsport Games, Stephen Hood.

## Jugabilidad
Como videojuego con licencia oficial del Campeonato Mundial de Resistencia de la FIA, Le Mans Ultimate incluye las clases de vehículos y fabricantes oficiales de la serie, presentados a partir de la temporada 2023. Estas categorías son Le Mans Hypercar, LMP2, GTE y LMGT3. El juego también incorpora los circuitos utilizados por el WEC a partir de la temporada 2023, tanto los que formaron parte del calendario en el pasado como los que se utilizan actualmente.
Race Weekend es el modo un jugador, donde los jugadores pueden configurar cuántas clases estarán en la pista, el pronóstico del tiempo, el transcurso del tiempo, el escalado de consumo de combustible y el desgaste de neumáticos. El modo multijugador en línea está disponible en el acceso anticipado y funciona con RaceControl, la plataforma de carreras en línea de Motorsport Games. Los jugadores pueden competir en carreras diarias, eventos especiales con tiempo limitado o crear una sesión privada para jugadores seleccionados.
Le Mans Ultimate se convertirá en el videojuego oficial de la European Le Mans Series en el futuro, según anunció Studio 397 en junio de 2025.

## Desarrollo
El juego se basa en el motor isiMotor 2.5, desarrollado por Image Space Incorporated para su uso en rFactor 2. Le Mans Ultimate también incluye Real Road 3.0, un sistema que permite la simulación dinámica de la superficie de una pista de carreras, incluyendo cambios en las condiciones de la misma a medida que los coches circulan por ella y la simulación de la lluvia y los charcos que afectan al entorno del circuito.
Antes de convertirse en su propio lanzamiento, la base de Le Mans Ultimate originalmente estaba destinada a ser el sucesor del videojuego rFactor 2, en la forma de rFactor 3.